# طالب الرفاعي (روائي)
طالب الرفاعي روائي وقاص كويتي من مواليد عام 1958، حصل على بكالوريوس الهندسة المدنية من جامعة الكويت عام 1982، وشهادة الماجستير (MFA) في الكتابة الإبداعية من جامعة كنغستون لندن. بدأ الكتابة الأدبية أثناء الدراسة الجامعية في منتصف السبعينيات. ترجمت بعض أعماله إلى الإنجليزية والفرنسية والألمانية. ترأس لجنة التحكيم لجائزة البوكر العربية في دورتها الثالثة 2010. هو مؤسس ومدير الملتقى الثقافي في الكويت. وكذلك مؤسس ومدير جائزة الملتقى للقصة القصيرة العربية. يعمل أستاذاً زائرا لمادة الكتابة الإبداعية في الجامعة الأمريكية في الكويت.

## إصدارات

### روايات
- سرقات صغيرة.
- ظل الشمس. 1998.
- رائحة البحر. 2002.
- سمر كلمات. 2006.
- الثوب. 2009.
- في الهُنا. صدرت 2014.
- النجدي. صدرت 2017.
- حابي. صدرت 2019.[3]
- خطف الحبيب. صدرت 2021.[4]
- «دوخي... تقاسيم الصَبا» 2025.[5]

### قصص
- أبو عجاج طال عمرك. قصص. 1992.
- أغمض روحي عليك. قصص. 1995.
- مرآة الغبش. قصص. 1997.
- حكايا رملية. قصص 1999.
- شمس. 2002.
- سرقات صغيرة. 2011.
- الكرسي. قصص 2014.[6]
- رمادي داكن. قصص قصيرة 2018.[7]
- الدكتور نازل (متتاليات قصصية) 2023.[8]

### مسرحيات
- عرس النار. 2001.

### إصدارات أخرى
- البصير والتنوير.. رجل وقضية. دراسة 2000.
- “المسرح في الكويت.. رؤية تاريخية. دراسة 2002.
- إسماعيل فهد إسماعيل – كتابة الحياة وحياة الكتابة. 2009.[9]
- مبادئ الكتابة الإبداعية للقصة القصيرة والرواية. صدر 2018.[10]

## جوائز
- جائزة الدولة في الآداب عام 2002 عن روايته "رائحة البحر".[2]
- جائزة شخصية العام الثقافية ضمن جوائز معرض الشارقة الدولي للكتاب 2021.